# فيليب بيترز
فيليب بيترز هو مؤدي ومبدع ومؤلف ومصور فيديو ‏ وممثل بلجيكي، ولد في 2 ديسمبر 1962 في بلجيكا.

## وصلات خارجية
- فيليب بيترز على موقع IMDb (الإنجليزية)
- فيليب بيترز على موقع ألو سيني (الفرنسية)
- فيليب بيترز على موقع ميوزك برينز (الإنجليزية)
- فيليب بيترز على موقع أول موفي (الإنجليزية)
- فيليب بيترز على موقع قاعدة بيانات الأفلام السويدية (السويدية)
- فيليب بيترز على موقع قاعدة بيانات الفيلم (الإنجليزية)
- فيليب بيترز على موقع كينوبويسك (الروسية)